# Hanna Binder
Hanna Binder (* 1985 in Mediaș) ist eine deutsche Schauspielerin und Theaterregisseurin.

## Leben
Hanna Binder wurde in Rumänien geboren, kam aber bereits als Kind mit ihrer Familie nach Deutschland. Nach einem Studium der Kommunikationswissenschaften an der Technischen Universität Berlin begann sie ihre künstlerische Ausbildung an der Hochschule für Schauspielkunst „Ernst Busch“ Berlin, die sie 2010 abschloss. Erste Bühnenerfahrungen machte sie in dieser Zeit durch eine Hospitanz am Berliner Ensemble unter Claus Peymann. 2009 gastierte Binder auf Kampnagel, seit 2010 war sie häufig am Theater St. Gallen zu sehen. Stationen ihrer Bühnenlaufbahn waren weiter in Berlin das Maxim-Gorki-Theater und das Ballhaus Ost, das Schauspiel Frankfurt, das Vorarlberger Landestheater und das Schauspielhaus Zürich. In Wien spielte Binder am Volkstheater, am Garage X Theater Petersplatz sowie am zum Volkstheater gehörigen Volkstheater Hundsturm (seit 2015 Volx/Margareten). Bei ihren ersten Regiearbeiten entwickelte sie 2014 am Theater Alte Feuerwache in Bad Nauheim ein Stück über die Warhol-Attentäterin Valerie Solanas, am Hundsturm erarbeitete sie im gleichen Jahr mit jugendlichen Flüchtlingen das Projekt Superheroes.
Bekannte Rollen Binders waren die Luise in Kabale und Liebe von Friedrich Schiller, die Recha in Lessings Nathan der Weise, die Hermia im Sommernachtstraum von William Shakespeare, das Gretchen in Goethes Faust, die Marie in Woyzeck von Georg Büchner, Spiegelberg in Schillers Räuber sowie die Titelrollen in den Kleist-Stücken Penthesilea und Das Käthchen von Heilbronn. Mehrfach wurde sie für Theaterpreise nominiert oder mit diesen ausgezeichnet.
Gelegentlich steht Hanna Binder auch vor der Kamera. Neben ihrer Mitwirkung in einigen Kurzfilmen spielte sie 2013 die weibliche Hauptrolle in Simon Aebys Streifen Dinu. Binder macht daneben Musik, unter anderem in der Band Bruce Springsteen – angefragt. Sie lebt in Wien.

## Filmografie
- 2011: Diebe (Kurzfilm)
- 2011: Kimono (Kurzfilm)
- 2012: Die Schweizer
- 2013: Dinu
- 2013: Sendung ohne Namen
- 2014: Die Jacke (Kurzfilm)

## Auszeichnungen
- 2013: Nominierung für den Nestroy-Preis in der Sparte „Beste Nachwuchsschauspielerin“ für die Rolle der Kitty in Anna Karenina
- 2014: Nominierung für den Nestroy-Preis in der Sparte „Beste Schauspielerin“ für die Rolle der Marie in Woyzeck
- 2014: Dorothea-Neff-Preis für die beste schauspielerische Nachwuchsleistung in der Spielzeit 2013/14
- 2015: Actors on Mise en Scène-Award beim International Student Film Festival Brazil
- 2015: Nominierung zur besten Schauspielerin beim Connect Film Festival